# Stefan I. Crnojević
Stefan I. Crnojevića (poznat i kao Stefanica Crnojević), pripadnik dinastije Crnojevića, sredinom 15. stoljeća vladar Crne Gore.
Bio je Stefan I. oženjen Vojislavom sestrom albanskoga vladara Skenderbega.
Stefan I. se spominje 1426. kao zetski plemić. 
1451. stupio je Stefan I. u pregovore s Mletačkom Republikom koja ga je priznavala za legitimnog vladara, davala mu godišnju plaću, priznala titulu vojvode i njegove posjede oko Kotora. 
Vladao je Stefan I. teritorijem od rijeke Morače, Skadarskoga jezera, Paštrovića do Nikšića (Budoš).
Ivana Crnojevića, sina Stefana I., 10 godina držao je zarobljenog bosanski plemić Stjepan Vukčić Kosača i Mleci su obećali pomoći u njegovom izbavljenju, što su i uradili.
No, Srbi predvođeni despotom Đurađem Brankovićem, 1452. su Stefana I. pokušali zbaciti. Došlo je do bitke kod Skadarskoga jezera u kojoj je Stefan I. odnio pobjedu i zauzeo Podgoricu. Despot Branković je kontrolirao još nekoliko narednih godina utvrdu Medun u Kučima.
Nova opasnost su bile Osmanlije predvođene sultanom Mehmedom II. Osvajačem. Na Vranjini (Skadarsko jezero) je Stefan I. 6. rujna 1455. sazvao Zetski zbor na kojem je dobio suglasnost 51 predstavniha raznih oblasti da prizna vrhovnu mletačku vlast. O tome je Stefan I. sačinio pisani govor s Mlecima u kojem se on titulira Velikim vojvodom.
Umro je Stefan I. krajem 1464. ili početkom 1465. godine. Naslijedio ga je sin Ivan Crnojević.

## Vanjske poveznice
- Đorđe Borozan: Stefan (Stefanica) Crnojević  Arhivirana inačica izvorne stranice od 21. ožujka 2021. (Wayback Machine)
- "Crnogorska plemena se prije 560 godina dobrovoljno stavila pod okrilje Venecije"  Arhivirana inačica izvorne stranice od 11. rujna 2015. (Wayback Machine)
- "Zećani prije 563 godine porazili vojsku srpskog despota Đurđa Brankovića"  Arhivirana inačica izvorne stranice od 5. ožujka 2016. (Wayback Machine)